# Neolingua

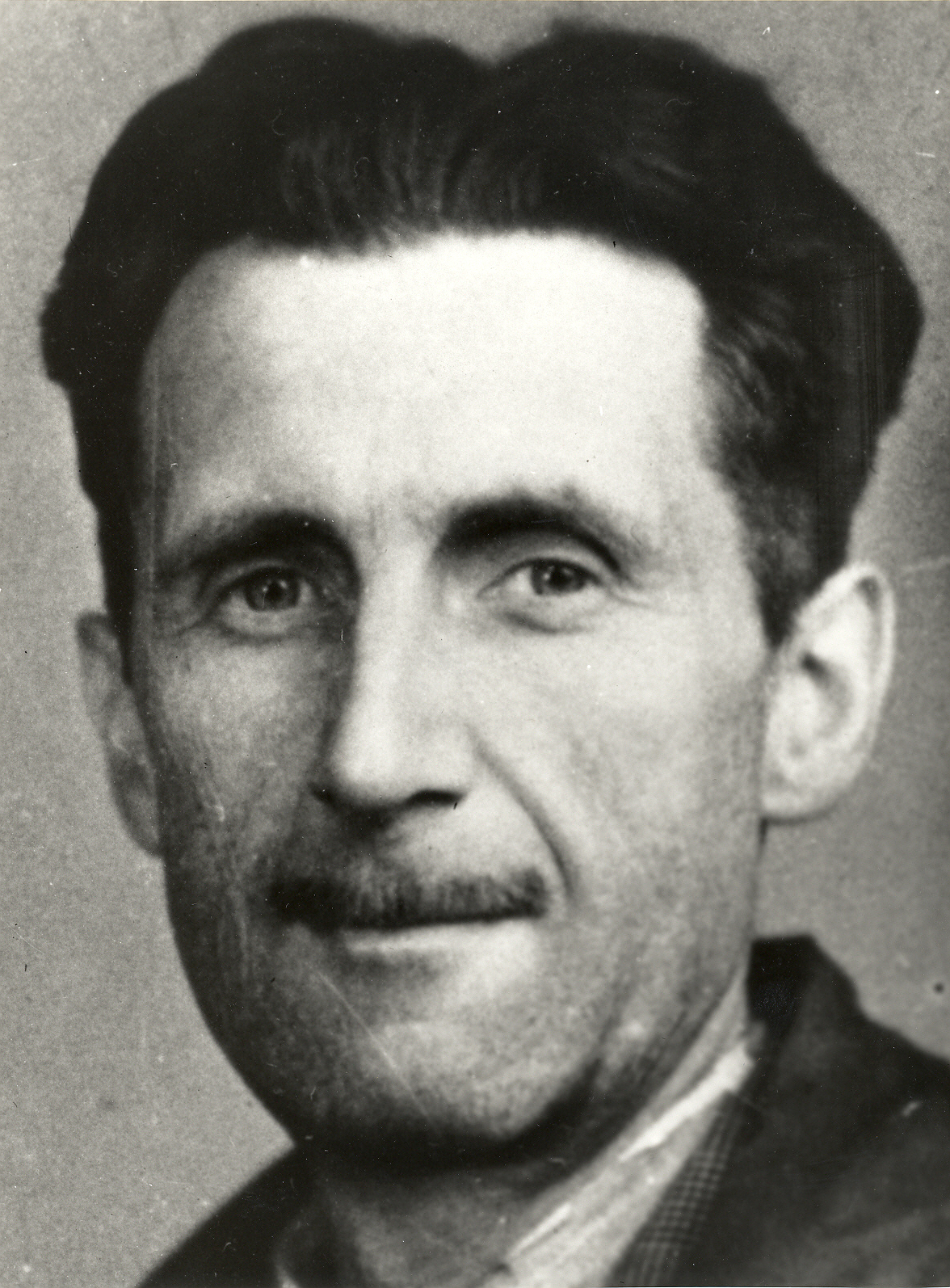
George Orwell

La neolingua, anche tradotta come parlanuovo o nuovalingua (nell'originale Newspeak, ossia "nuovo parlare"), è una lingua artificiale artistica immaginata e descritta da George Orwell per il suo libro 1984.
Fine specifico della neolingua non è solo quello di fornire, a beneficio degli adepti del Socing, un mezzo espressivo tale da sostituire la vecchia visione del mondo e le vecchie abitudini mentali, ma anche e soprattutto quello di rendere impossibile ogni altra forma di pensiero e ridurre sempre più la libertà di coscienza. Una volta che la neolingua fosse stata totalmente radicata nella popolazione e la vecchia lingua (archelingua) completamente dimenticata, sarebbe divenuto impossibile formulare un qualsiasi pensiero contrario ai dettami del Partito, almeno per quanto attiene a quelle forme speculative che derivano dalle parole.

## Morfologia
Questa lingua è stata ampiamente descritta dall'autore stesso nel suo romanzo, in un'apposita appendice intitolata "I principi della neolingua". Essa è un espediente che l'autore utilizza per sottolineare la natura del regime totalitario descritto nel libro, che ne fa uso per eliminare, appunto, la possibilità letterale di esprimere un'opinione che si discosti da quella sostenuta dal Partito al potere; con la neolingua si finisce inevitabilmente per sostenere il pensiero stesso che si sta tentando di criticare, attraverso il cosiddetto bispensiero, cioè l'attribuzione a una parola di due significati diametralmente opposti, che rendono perciò possibile l'interpretazione in senso positivo di quasi tutte le critiche che si possano fare al partito stesso.
I vari interventi che la creazione della neolingua comporta sono:
- introdurre espressioni dette "nomi-verbi", per semplificare il lessico di base: ad esempio, il termine "mangiare" viene utilizzato sia per indicare l'atto del mangiare, sia per indicare "il mangiare", ossia il cibo;
- eliminare le forme irregolari e le eccezioni linguistiche, e uniformare le regole per la formulazione di plurali e forme verbali: ad esempio il plurale di "uomo" diventa "uomi", il participio passato di "correre" diventa "corruto" e così via;
- conservare per ogni termine un solo significato, ben definito e privo di sfumature, ed eliminare tutti i suoi sinonimi: ad esempio "uguali" inteso solo come "coincidenti", o "coltello" usato anche per indicare l'atto del tagliare. Ciò avrebbe reso concetti come "uguali davanti alla legge" o "tagliare i viveri" inesprimibili, se non con espressioni lunghe, complicate, dispersive e incomprensibili;
- sostituire comparativi e superlativi con i prefissi "più-" e "arcipiù-", e i contrari con "s-": partendo da "buono", ad esempio, si ottengono "piùbuono", "arcipiùbuono", "sbuono", "piùsbuono", rendendo superflua un'ampia serie di vocaboli come "ottimo", "migliore", "cattivo", "pessimo", "peggiore", "orrendo" e così via;
- introdurre una serie di abbreviazioni e parole composte, soprattutto dal significato politico, che in realtà coprono un'ampia serie di concetti complessi: ad esempio "Socing" non è la semplice abbreviazione di "Socialismo inglese", ma ne racchiude tutta la filosofia che vi è alla base, mentre "psicoreato" indica tutti i reati relativi alla mancata aderenza ideologica ai principi del Partito al potere.

Tramite questo impoverimento del linguaggio, che riduce il discorso quasi a una serie di monosillabi, il partito spera che l'azione del parlare diventi un mero movimento delle corde vocali, con la minor implicazione possibile del cervello, simile allo starnazzare di un'oca (in neolingua "ocoparlare").
In effetti, l'obiettivo finale della neolingua è quello di impedire la formazione di un qualunque pensiero contrario ai principi del Socing, che deve essere etichettato genericamente come "psicoreato" e non può essere articolato, in quanto la neolingua semplicemente non ha gli strumenti per farlo e, pur non rendendo impossibile l'uso di affermazioni sovversive (ad esempio "Il Grande Fratello è sbuono"), non permette di motivarle in modo ragionevole, rendendole di fatto dei nonsense. Questo scopo è stato raggiunto attraverso revisioni successive della lingua stessa, ognuna finalizzata ad eliminare consistenti quantità di parole dal vocabolario, ed estendere il suo uso a tutto il partito e alla massa dei prolet.

## Lessico
Il lessico, come spiegato nell'appendice, si divide in lessico A, composto dalle parole di ogni giorno, lessico B, ovvero parole legate a concetti politici e del Partito (vedi sotto), prevalentemente usato all'interno dei ministeri, e infine lessico C, composto da terminologia scientifica o tecnica (vi appartengono vocaboli come parlascrivi, teleschermo e così via) per quei pochi tipi di scienza e tecnica indispensabili al Partito.

## Storia
Una sezione del Ministero della Verità (uno dei quattro ministeri che controllano l'Oceania) lavora incessantemente alla Neolingua riducendo drasticamente il numero di parole (la Neolingua è infatti l'unico linguaggio in cui il numero di parole si riduce di anno in anno invece di aumentare) e semplificando i costrutti verbali. Nel 1984 si usano solo la nona e la decima edizione del vocabolario in Neolingua, che contengono ancora costrutti e parole tipici della cosiddetta Archelingua, ossia l'inglese non ancora epurato; solo per il 2050 sarà adottata l'undicesima edizione (in costruzione e quasi completata ai tempi del romanzo), che sarà molto più completa della precedente, anche se continuerà a ricevere modifiche per adattarla ai tempi. Con l'uscita dell'undicesima edizione inizierà la vera diffusione della Neolingua, che nel 1984 è usata, nella sua forma ibrida, solo per uso interno scritto dei Ministeri mentre il resto della popolazione continua a parlare e a pensare in Archelingua. Con la completa diffusione nel 2050 ogni pensiero sovversivo diverrà impossibile, permettendo l'assoluta realizzazione degli obiettivi distopici del Partito (nel libro viene esplicitamente detto che la Neolingua è l'anima del Socing) e si raggiungerà anche l'Ocoparlare, ovvero si costringeranno i cittadini dell'Oceania a parlare in modo meccanico, non ragionato. Nell'appendice al libro viene fatta risalire l'origine della Neolingua alla conclusione delle Rivoluzioni che permisero la nascita del Partito: all'epoca però erano uno svago per pochi studiosi in quanto la Neolingua non era ancora strutturata e consolidata. Sempre nel libro viene segnalato come forse non tutti i prolet impareranno la lingua, data la difficoltà di diffusione a un numero così ampio di persone. Questo accrescerà le speranze del protagonista, Winston Smith, di una rivolta da parte dei prolet.

## Parole in neolingua
Nel libro vengono usate alcune parole in Neolingua che rappresentano concetti basilari del Partito. Queste parole sono spesso ambigue perché spesso possono avere valenza positiva se riferite a un membro del Partito e valenza negativa se riferite a un nemico del partito.

### Minipax, Miniabb(Miniprosp), Miniamor, Miniver
Queste sono le abbreviazioni dei nomi dei quattro ministeri (Ministero della pace, Ministero dell'abbondanza o Ministero della prosperità, Ministero dell'amore, Ministero della verità); nell'appendice viene specificato che vengono usate queste abbreviazioni per impedire una serie di processi mentali e associazioni che sarebbero inevitabili usando i nomi completi.

### Bispensiero
Un concetto fondamentale in Oceania che consente il controllo delle masse. Consiste nell'accettare come vera un'ipotesi oppure il suo contrario, a seconda di quale delle due il Partito consideri necessaria in quel momento.

### Socing
Abbreviazione di Socialismo Inglese, indica il Partito e la sua ideologia.

### Teleschermo
Il teleschermo è un dispositivo tecnologico presente nelle case di tutti i membri del Partito, così come nei luoghi pubblici, nelle piazze e così via. Esso ha una duplice funzione:
- diffonde messaggi audiovisivi, notiziari del Partito, discorsi del Grande Fratello e così via.
- monitora ininterrottamente attraverso una telecamera a circuito chiuso la persona nel suo domicilio o in strada. In questo modo il Partito può controllare all'occorrenza ogni suo membro e rilevarne ogni possibile comportamento non ortodosso.

Viene descritto come una "placca di metallo oblunga, simile a uno specchio oscurato"; non si sa se si tratti di un televisore con tubo catodico, unica tecnologia disponibile per gli schermi all'epoca della scrittura del romanzo, o a schermo piatto. Solo i membri del Partito Interno hanno il privilegio di spegnere i teleschermi per brevi periodi di tempo, mentre quelli del Partito Esterno possono solo abbassarne il volume, ma non del tutto.

### Parlascrivi
Strumento in dotazione ai lavoratori del Ministero della Verità. Di fatto si tratta di un sistema di riconoscimento vocale, che sostituisce del tutto la scrittura a mano; non è chiaro se si tratti di un sistema automatico, o se il parlato sia trascritto da un funzionario in ascolto dall'altro lato dell'apparecchio.

### Psicocrimine o psicoreato, psicocriminale o psicoreato (Pensierocrimine, Pensierocriminale)
È l'unico crimine esistente in Oceania e si riferisce all'avere anche solo un pensiero discordante dai dettami del partito. Lo psicocriminale è colui che si macchia di psicoreato.

### Voltoreato (Facciacrimine)
Si riferisce a un qualsiasi movimento facciale, volontario o meno, che tradisca uno psicocrimine. Può trattarsi di un segnale verso un altro dissidente, o anche di una smorfia di disgusto verso un manifesto del Grande Fratello, oppure di un tic inconsapevole.

### Buonsesso e sessoreato (Buonsex, Crimi-sex)
Per buonsesso si intende la procreazione, che è un vero e proprio dovere delle coppie sposate: va praticato senza coinvolgimento emotivo, e il suo unico scopo è fornire nuovi membri al Partito. Tutto il resto è sessoreato: qualsiasi pratica sessuale con scopo diverso dal procreare è infatti illegale.

### Psicopolizia
Si tratta della Polizia politica del Partito, il cui compito è localizzare ed eliminare chiunque gli si opponga. A differenza degli agenti di polizia veri e propri, che sono chiaramente riconoscibili, i membri della psicopolizia si nascondono tra la popolazione, agendo soprattutto da "infiltrati".

### Buonpensante
Indica colui che è allenato al Bispensiero e che segue i dettami del partito.

### Nerobianco
Riferito a un nemico del partito, indica incoerenza. Riferito a un buonpensante indica la capacità, se i dettami del Partito lo richiedono, di ritenere persino che il nero sia bianco, indicando quindi ortodossia e obbedienza.

### Stopreato
È la capacità mentale di riconoscere e fermare lo psicoreato prima che esso avvenga.

### Nonpersona
Una nonpersona è una persona sequestrata e uccisa dal Partito. Tramite la tecnica del bispensiero, i cittadini devono essere portati a credere che quella persona non sia mai esistita, quindi tutto ciò che la riguarda (certificati, documenti, articoli, immagini, video) deve essere distrutto o modificato dal Ministero della Verità in modo da eliminare qualsiasi riferimento alla persona in oggetto, che di fatto viene cancellata dall'esistenza.

### Ocoparlare (Paperoparlare)
Indica il parlare similmente a un'oca, senza usare il pensiero. Così come il termine "Nerobianco", ha una doppia valenza a seconda che si riferisca a un nemico del partito (negativa) o ad un buonpensante (positiva).

### Archelingua (Veterolingua)
Indica l'inglese classico, lingua destinata a scomparire e ad essere sostituita dalla neolingua.
Oltre a queste parole chiave ne vengono presentate altre che sono usate a scopo interno dei Ministeri e che spesso sono abbreviazioni delle parole in archelingua oppure altri termini coniati accorpando termini in inglese, ad esempio "ventralsentire", ovvero provare un entusiasmo cieco verso il Partito.

## Traduzione
La traduzione italiana della neolingua in certi casi mantiene un'eleganza che è volutamente estranea alla lingua originale (lo stesso termine neolingua tradotto letteralmente sarebbe Nuovo parlare, mentre bispensiero sarebbe traducibile alla lettera come Doppio pensare). Nella versione francese, Amélie Audiberti ha tradotto novlangue al maschile, come a significare che il neolingua è una lingua a sé, alla pari dell'inglese o del francese.